# Gilles Lacarry
Gilles Lacarry (1605-1684) fue un jesuita y historiador de Francia.

## Biografía
Gilles nació en 1605 en la diócesis de Castres (Tarn), miembro de la Compañía de Jesús que rindió grandes servicios a la Historia, y fue profesor de retórica, después de filosofía y teología, y rector del colegio de Cahors, quien administró gran número de años con gran celo.
Gilles, al fin de su vida, se retira a Clermont-Ferrand, donde reparte su tiempo entre el estudio y el ejercicio de sus deberes, y murió en esta villa el 25 de julio de 1684 a los 79 años de edad.
Gilles sobresalió por su laboriosidad dejando varias obras escritas, entre ellas, una de medallas antiguas necesarias para dar explicaciones de pasajes de la Biblia, las divisiones de la Galia bajo el Imperio Romano y la historia de sus prefectos, la expedición de Luis XIV de Francia contra Holanda, una obra abreviada del historiador latino del año 370 Sextus Rufus, de las colonias fundadas por los galos en Alemania, en Polonia, en Pomenaria, en Prusia, en Lituania y parte de Rusia, las colonias en Italia, España, Gran Bretaña, Dalmacia, Tracia y Asia, las colonias fundadas en las Galias por romanos, por los de Borgoña, visigodos, bretones y vascos, el origen de los francos que regresaron a la patria de sus antepasados después de establecerse en Panonia refutada por el benedictino erudito historiador Joseph Vaissète (1685-1756) en una disertación acerca de los orígenes de los franceses, París, 1722 autor de igual modo de una historia de Languedoc junto a Claude de Vic, 1730-45, 5 vols., los reinados de Clotario III y Childerico II, examen de la ley sálica, una edición con notas de la Germania (libro) de Tácito reproducida por el profesor de derecho y de  historia de Alemania Juste Dithmar (1677-1737) en su edición, dos disertaciones sobre San Geraud, conde de Aurillac y San Roberto, conde de Auvernia, una edición de la historia de Veleyo Patérculo, en manuscrito una historia del código del emperador Justiniano que publicaría Bayle Sotwel quien cita las obras de otro jesuita Nicolas Abram (1589-1655) quien escribió un tomo con notas de Virgilio y comentarios sobre oraciones de Cicerón, obras teológicas y un tratado en latín.

## Obras
- Notas en Vellei Paterculi historiae romanae, París, 1644.
- Historia romana a Jul. Caesure ad Constantinum magnum per numismata, Clermout, 1671, in-4º.
- Historia Galliarum sub praefectis praetorii Galliarum, Clermont, 1672, in-4º.
- Epitome historiae regum Franciae ex D. Petavio excerpta, Clermont, 1674, in-4º.
- Historia christiana imperatorum,..., Clermont, 1675, in-4º.
- Historia coloniarum a Gallis..., Clermont, 1677, in-4º.
- Nueva edición de la Germania (libro) de Tácito
- De primo et ultimo anno regis Hugonis Capeti,..., 1680, in-4º.
- Elogio de Louis XIV, Elogium nati Delphini, Tolosae, 1637.
- Historia codicis Justiniani
- Otras